# Luis Antonio Moreno
Luis Antonio Moreno Huila (25 dicembre 1970) è un ex calciatore colombiano, di ruolo difensore.